# Matanzia
Matanzia es un género de foraminífero bentónico de la subfamilia Dorothiinae, de la familia Eggerellidae, de la superfamilia Eggerelloidea, del suborden Textulariina y del orden Textulariida. Su especie tipo es Matanzia bermudezi. Su rango cronoestratigráfico abarca desde el Oligoceno hasta el Mioceno.

## Discusión
Clasificaciones previas incluían Matanzia en la subfamilia Liebusellinae, de la familia Globotextulariidae, de la superfamilia Ataxophragmioidea, del suborden Textulariina y del orden Textulariida.

## Clasificación
Matanzia incluye a las siguientes especies:
- Matanzia bermudezi †
- Matanzia cibaoensis †
- Matanzia incrassata †
- Matanzia mahoenuia †
- Matanzia margaritensis †
- Matanzia miocenica †
- Matanzia proxima †
- Matanzia simulans †
- Matanzia varians †